# Insolentipalpus biagi
Insolentipalpus biagi är en fjärilsart som beskrevs av Bethune-Baker 1908. Insolentipalpus biagi ingår i släktet Insolentipalpus och familjen nattflyn. Inga underarter finns listade i Catalogue of Life.